# 皇甫遇
皇甫遇（？—946年），五代十国后唐、后晋将领，常山人。
皇甫遇父亲皇甫武，流寓太原，为遮塞军使。皇甫遇有勇力，虬髯，善骑射。年轻时跟随李嗣源征伐有功。唐明宗李嗣源即位，担任龙武都指挥使，遥领严州刺史，出讨东川，为行营左军都指挥使。应顺、清泰年间，官至团练防御使，升任邓州武勝軍節度使。为官苛暴，以诛敛为务，其幕僚多私自离去，免受其累。石敬瑭即位，改为定州义武军节度使，听说他与镇州安重榮为婚家，于是改为昭义军节度使，又改建雄军节度使、河阳节度使，都用小人执事，政事紊乱。镇守河阳时，修建别墅，开掘田间引水沟，以通溉灌，水经之处坟墓都被毁坏，州民以朝廷姑息节帅，不敢上诉。出帝即位，罢为神武统军。契丹入寇，陷贝州，他随皇帝至澶州。晋出帝以高行周为北面行营都部署，皇甫遇为马军右厢排阵使。当时，青州杨光远据城反叛，出帝派遣李守贞及皇甫遇分兵守郓州。皇甫遇等至马家渡，契丹将要渡河相助杨光远，皇甫遇在郓州北津交战，大败契丹军，溺死者数千人。以功拜滑州义成军节度使、马军都指挥使。
开运二年（945年），契丹攻打西山，派遣先锋赵延寿围镇州，杜重威不敢出战。赵延寿分兵攻破栾城、柏乡等九县，南至邢州，率众屯邯郸。出帝与近臣饮酒过量，得病，不能出征，派北面行营都监张从恩会马全节、安审琦及皇甫遇等抵御。张从恩等至相州，在安阳河南列阵，派皇甫遇与慕容彦超率数千骑前观敌。皇甫遇渡漳河，契丹前锋大至，转战二十里至邺南榆林。皇甫遇对安审琦等人说：“彼众我寡，走无生路，不如血战。”从辰时及未时，交战百余合，所伤甚多。皇甫遇所乘马中箭而毙，有纪纲杜知敏将自己的马授给他，皇甫遇乘马再战。杜知敏被敌人擒获，皇甫遇对慕容彦超说：“杜知敏在仓皇之中，将马给我，是义士，怎能让他陷于贼中。”于是和慕容彦超跃马入敌阵，救回杜知敏。契丹生力军再次合围，他对慕容彦超说：“今日之势，只有战与走两个选择，战尚或生，走则比死。都是死，死战犹足以报国。”张从恩与诸将见皇甫遇观敌不报，都以为他已经被俘。不久有驰骑报告皇甫遇被围，安审琦率兵将至安阳河，对张从恩说：“皇甫遇等未至，必为敌骑所围，若不急救，则必被擒。”张从恩说：“敌军势盛，无法抵挡，将军前往何益？”安审琦说：“成败天命。如果不成功，则与他们一同赴死。假令丧失二将，将何面目以见天子！”于是率铁骑北渡黄河，诸军都跟随北向，离敌军十馀里，契丹见尘起，以为救军并至，于是解围而去。皇甫遇与慕容彦超多处受伤得还，诸军叹道：“此三人都是猛将！”皇甫遇与安审琦等收军南撤，契丹兵已深入，人困马乏，他们撤退，晋军诸将不能追，张从恩率皇甫遇等退保黎阳。皇甫遇官至检校太师、同中书门下平章事。开运三年（946年）冬，契丹大军再来，杜重威为都招讨使，皇甫遇为马军右厢都指挥使，屯营于滹水中渡。杜重威暗中归顺契丹，在幕中伏兵，召来诸将列坐，告诉大家已经投降，皇甫遇与诸将愕然不能对。杜重威出降表，皇甫遇等俯首按顺序自画其名，于是麾兵解甲出降。他投降后，心中不平。契丹派他和张彦泽先入京师，他对人说：“我身荷国恩，位兼将相，既不能死于军阵，以何面目见旧主！又受命图谋旧主，更加不忍。”次日，行至赵州平棘县，在县舍住下，对随从说：“我已两天两夜不吃东西了，病得厉害，主辱臣死，不再南行。”于是扼断喉咙自杀而死。刘知远登极，赠为中书令。后周广顺三年（953年）正月，其妻宋国夫人霍氏上言，请度为尼，周太祖郭威同意，仍赐紫衣，号贞范大师，法名惠圆，又赐夏腊十。